# Cnua Alas
Cnua Alas (Knua Alas, deutsch Stadt Alas) ist eine osttimoresische Aldeia im Suco Maha-Quidan (Verwaltungsamt Alas, Gemeinde Manufahi). 2015 lebten in der Aldeia 593 Menschen.

## Geographie
Cnua Ala teilt sich in zwei Territorien
Im äußersten Norden von Maha-Quidan bildet es einen dünnen Streifen. An seiner Ostgrenze fließt der Südliche Lacló. Südlich liegen die Aldeias Uma Mean und Debuuain. Im Osten grenzt Cnua Alas an den Suco Dotik im Norden an den Suco Taitudac.
Im Zentrum von Cnua Alas liegt die Siedlung Alas, die Hauptort der Aldeia, des Suco und des Verwaltungsamtes ist. Einige der westlichen Vororte befinden sich bereits in Taitudac.
In Cnua Alas befinden sich eine Kirche, eine Grundschule, ein Hospital, ein Hubschrauberlandeplatz und eine Prä-Sekundarschule.
Den Südlichen Lacló flussabwärts liegt im Nordosten von Maha-Quidan das zweite Territorium von Cnua Alas. Westlich und südlich befindet sich die Aldeia Uma Mean und jenseits des Laclós im Nordosten der Suco Dotik. Im Südosten grenzt Cnua Alas hier an den Suco Uma Berloic. Im Zentrum liegt das Dorf Tua Laran mit seiner Grundschule.